# 모든 개들의 크리스마스 캐롤
모든 개들의 크리스마스 캐롤(An All Dogs Christmas Carol)은 미국에서 제작된 폴 사벨라 감독의 1998년 애니메이션 영화이다. 스티븐 웨버 등이 주연으로 출연하였고 폴 사벨라 등이 제작에 참여하였다.

## 출연

### 주연
- 스티븐 웨버
- 돔 드루이즈

### 조연
- 쉬나 이스턴
- 어네스트 보그나인
- 찰스 넬슨 레일리
- 베베 뉴워스
- 테일러 에머슨
- 마일즈 제프리

## 제작진
- 원작자: 찰스 디킨스
- 공동제작: 캐리 실버

## 같이 보기
- 크리스마스 영화 목록